# Giulia Cotroneo
Giulia Cotroneo (Roma, 28 gennaio 2004) è una ginnasta italiana, specializzata nella trave e nel corpo libero, ha partecipato a due edizioni dei Giochi del Mediterraneo juniores.

## Carriera

### 2016: Serie A2
Giulia Cotroneo fa il suo esordio in Serie A2 con la Ginnastica Civitavecchia, nella prima tappa a Rimini compete solo a parallele e ottiene 10,050 punti, aiutando la sua squadra che oltre a lei comprende Giulia Bencini, Eleonora Orlandi, Miriam Bozzi, Martina Moscatelli e Ana Maria Lache, a raggiungere la quarta posizione.

### 2017: Serie A1, Trofeo città di Jesolo, Campionati italiani Gold
Nel 2017 partecipa alla serie A1, nella prima tappa compete nell'all-around ed ottiene 13,050 al volteggio, 10,100 alle parallele, 12,650 alla trave e 12,100 al corpo libero, la squadra arriva in settima posizione.
Viene poi convocata per il Trofeo di Jesolo con la formazione "Italia Youth" che oltre a lei comprende Camilla Campagnaro, Alessia Federici e Simona Marinelli, aiuta la sua squadra a raggiungere la sesta posizione e individualmente si classifica diciottesima con 49,700 punti.
Nella seconda tappa di Serie A a Roma e nella terza ad Ancona contribuisce all'undicesimo posto della squadra.
Viene poi convocata per i Campionati Italiani Gold dove nella categoria junior 1 vince il bronzo all-around dietro ad Alessia Federici e Simona Marinelli. Nelle finali di specialità ottiene il quinto posto al volteggio, vince poi due medaglie d'oro a parallele e trave e una medaglia di bronzo al corpo libero.
Partecipa poi ad un incontro amichevole a Esslingen-Berkheim in Germania con Martina Basile, Alice D'Amato, Asia D'Amato ed Elisa Iorio, la squadra italiana con 157,000 punti vince la medaglia d'oro. Nell'ultima tappa di serie A ad Eboli aiuta la squadra a raggiungere l'ottava posizione.

### 2018: Serie A, Trofeo città di Jesolo, Campionati italiani Gold, Assoluti, Giochi del mediterraneo juniores.
Giulia Cotroneo compete nella prima tappa di Serie A, con le compagne di squadra Giulia Bencini, Alessia Di Nicola, Chiara Vincenzi, Martina Paganelli e Manila Esposito, raggiunge l'undicesima posizione. Viene poi convocata per il trofeo città di Jesolo dove gareggia da individualista raggiungendo la diciottesima posizione. Prende poi parte alla seconda e alla terza tappa di Serie A che si sono svolte rispettivamente ad Assago e a Torino.
Viene convocata per il secondo anno consecutivo ai campionati italiani Gold, questa volta pero' nella categoria junior 2, nell'all-around con 50,650 vince la medaglia d'argento dietro a Camilla Campagnaro, ma precedendo Micol Minotti. Nelle finali di specialità vince poi una medaglia d'argento al volteggio a pari merito con Giada Villatora e dietro a Camilla Campagnaro, si classifica poi in quinta posizione alle parallele e vince la medaglia d'argento al corpo libero dietro ad Alessia Federici.
Partecipa poi agli assoluti di Riccione dove si classifica decima nell'all-around ed accede alla finale al corpo libero che termina in quarta posizione dietro a Lara Mori, Giorgia Villa e Sara Ricciardi.
Partecipa poi ad un incontro amichevole a Pieve di Soligo; la squadra italiana, che oltre a lei comprende Giorgia Villa, Elisa Iorio, Alice D'Amato, Alessia Federici e Camilla Campagnaro, vince la medaglia d'oro precedendo Francia, Gran Bretagna e Svizzera.
Viene convocata per i Giochi del Mediterraneo juniores con Micol Minotti e Giulia Messali. La Cotroneo in questa competizione fa incetta di medaglie, vince la medaglia d'oro con le compagne nella competizione a squadre, vince l'oro all-around davanti alla spagnola Lorena Medina e alla connazionale Micol Minotti, vince l'oro nelle finali a volteggio, a trave e a corpo libero oltre ad un bronzo a parallele.

### 2019: Serie A, Trofeo città di Jesolo, Flanders International, Giochi del Mediterraneo
Nel 2019 partecipa nuovamente alla Serie A e con delle ottime prestazioni contribuisce a far vincere alla sua squadra la medaglia d'argento nella prima tappa a Busto Arsizio, il bronzo nella seconda tappa a Padova e nella terza a Firenze. Partecipa per il terzo anno consecutivo al trofeo città di Jesolo, dove nella formazione "Italia Old" che oltre a lei comprende India Bandiera, Camilla Campagnaro e Micol Minotti, raggiunge la sesta posizione.
Partecipa poi nel mese di giugno alle Flanders International a Ghent in Belgio con India Bandiera, Veronica Mandriota, Micol Minotti e Chiara Vincenzi. La squadra italiana vince la medaglia d'argento dietro alla Romania nella competizione juniores ed il bronzo nella competizione a squadre mista (junior e senior insieme).
Partecipa nuovamente ai Giochi del Mediterraneo juniores con Chiara Vincenzi e Manila Esposito, la squadra italiana vince la medaglia d'oro.

### 2020: Serie A
Partecipa alla prima tappa di Serie A con Giulia Bencini, Chiara Vincenzi, Manila Esposito e Alicia De Pirro, con delle buone prestazioni contribuisce al sesto posto della squadra.